# Pleurothallis teaguei
Pleurothallis teaguei är en orkidéart som beskrevs av Carlyle August Luer. Pleurothallis teaguei ingår i släktet Pleurothallis och familjen orkidéer. Inga underarter finns listade i Catalogue of Life.